# Christian Heinrich Kurt von Haugwitz

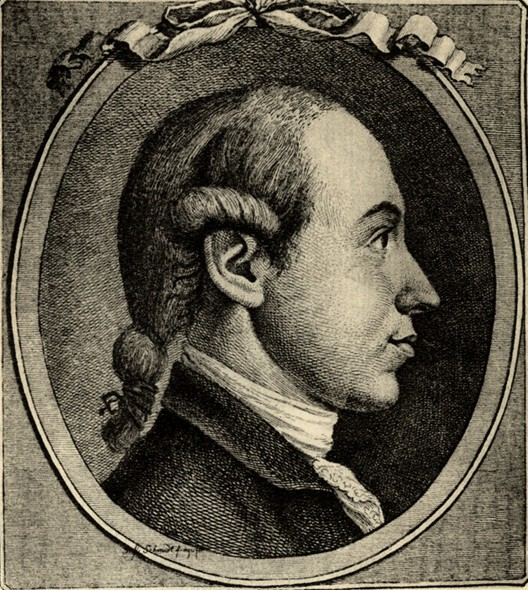
Kurt von Haugwitz.

Christian August Heinrich Kurt, greve von Haugwitz, friherre von Krappitz, preussisk statsman och Preussens förste premiärminister, född 11 juni 1752 i Schlesien, död 9 februari 1832 i Venedig.
Haugwitz valdes 1791 av ständerna i Schlesien till Generallandschaftsdirektor och utnämndes året därefter till preussiskt sändebud i Wien. På hösten samma år kallad till preussisk utrikesminister, avslöt han med Ryssland i januari 1793 fördraget om Polens andra delning, i april 1794 subsidiekonventionen i Haag med England och i april 1795 freden med Frankrike i Basel, medan ett spänt förhållande utvecklade sig mellan Österrike och Preussen, sedan 1792 bundsförvanter mot Frankrike. På grund av detta lands växande övermakt sökte han dock senare, ehuru förgäves, förmå Fredrik Vilhelm III att sluta sig till den andra koalitionen (1798); när denna redan följande år till följd av tvedräkt mellan Österrike och Ryssland sönderföll, slöt Preussen förbund med sistnämnda makt (1800) och kom därigenom på vänskaplig fot med Frankrike. Ej heller då Napoleon I 1803 utan hänsyn till Tyska rikets neutralitet besatte det med England förenade Hannover, kunde Haugwitz genomdriva några kraftåtgärder mot Frankrike och drog sig till följd härav i augusti 1804 tillbaka från statstjänsten. Efter franska truppers tåg genom det neutrala preussiska Ansbach sändes han emellertid 1805 med ett officiellt ultimatum till Napoleon, men undertecknade efter dennes seger vid Austerlitz fördraget i Schönbrunn (15 december samma år), varigenom Preussen ingick försvarsförbund med Frankrike och i utbyte mot Ansbach, Kleve och Neuchâtel erhöll Hannover. 
Kort därefter måste Hardenberg, vilken 1804 blivit Haugwitzs efterträdare, avgå ur kabinettet (april 1806), och Haugwitz övertog för andra gången ledningen av Preussens yttre politik, men visade i dess utövning varken fasthet eller skicklighet. Den länge väntade brytningen mellan Frankrike och Preussen inträffade slutligen i augusti 1806, men som tillräckliga förberedelser ej var träffade, blev följden preussarnas nederlag vid Jena och Auerstädt (14 oktober samma år). Haugwitz avgick nu ur kabinettet (november samma år) och drog sig tillbaka till sina gods; 1820 flyttade han till Italien. Han författade memoarer, av vilka blott ett utdrag är tryckt, Fragment des mémoires inédits du comte de Haugwitz (1837). 